# Haeffner Pál
Haeffner Pál János lovag (Paul Johann, Ritter von Häffner) (Győr, 1868. szeptember 6. – Budapest, 1919. január 26.) császári és királyi huszárfőhadnagy, magyar kardvívó, a győri vívósport első jeles képviselője. 1898 és 1901 között Londonban élt és dolgozott, ahol részt vett az oxfordi és cambridge-i egyetemi ifjúság vívóoktatásában, továbbá nyilvános órákat adott a Sandow Limitedben. 1901-től a Győri Tornaegylet mestere.

## Gyermek- és fiatalkora
Haeffner Ernő városi tanácsos, főszámvevő és Caneider Emma fia. A győri evangélikus öregtemplomban keresztelték:
Folyó száma: 88/1868.

A születésnek esztendeje és napja: 1868. szeptember 6.

A keresztelésnek esztendeje és napja: 1868. szeptember 13.

A kereszteltnek neve: Pál János

Neme: fiú

Származása: törvényes

A szülőknek neve, polgári sorsa és vallása: Haeffner Ernő városi aljegyző, evangélikus és Caneider Emma, római katolikus

Lakhely: Belváros, 117. számú ház

A keresztszülőknek neve és polgári sorsa: Schmid István városi tanácsos és neje, Caneider Clementina.

A keresztelő lelkésznek neve: Horváth Sándor lelkész
Általános iskoláit a győri evangélikusoknál, míg gimnáziumi tanulmányait a M. Kir. Állami Főreáliskolában (ma Révai Miklós Gimnázium) végezte. 

## Katonatiszti pályán
Tanulmányait követően belépett a hadseregbe. 1890-től kadét a losonci 25. magyar gyalogezredben, 1892-től tiszthelyettes (OStv) ugyanott. 1893. májusában hadnagyi kinevezésével egyidejűleg áthelyezték a soproni 76. magyar gyalogezredhez. 1894-től a rzeszówi 6. lovasezredben szolgált. 1896. november 1-i hatállyal főhadnagy.
1898. márciusában – várakozási illetmény mellett – fél évre szabadságoltatását kérte, és Londonban telepedett le.
1900. októberében felajánlotta szolgálatait az angol hadsereg számára. Az év decemberében hivatalosan is kérte a magyar állampolgárság kötelékéből történő elbocsátását, melyet a belügyminiszteri posztot is betöltő miniszterelnök, Széll Kálmán engedélyezett számára.
1901. január 10-én audiencián vett részt Lord Frederick Sleigh Roberts tábornagynál, melynek során kérte, hogy addigi állásából rangjának megtartásával vegyék át az angol hadseregbe, mely a búr háborúk miatt tisztekben megfogyatkozott. Bár Lord Roberts kilátásba helyezte átvételét, karrierje a brit hadseregben alig pár hónapot tartott – 1901. szeptemberében hazaköltözött Győrbe.

## Vívókarrierje
Az 1895. és 1896. évi bécsi nemzetközi vívóversenyeken aranyérmet nyert a „győri vívóklubb” színeiben. Az 1896-os budapesti millenniumi mesterek kardversenyén a sorozat favoritja, Iványi Gyula ejtette ki. Az 1897. évi bécsi nemzetközi versenyen ezüstérmet szerzett.
Londoni évei alatt kitűnő sikerrel tanította a kardvívást. Előbb a hírneves Sandow Limitedben adott órákat, majd részt vett az oxfordi és cambridge-i egyetemi ifjúság vívóoktatásában. A londoni mesterek kardversenyén sikerrel mérkőzött meg London két legjelesebb mesterével a holland D. Dreesevel és az olasz Giuseppe Magrinivel.
Hazatérését követően 1901. október 1-én vívóakadémiát indított Győrben. 1903-tól a Győri Tornaegylet választmányi tagja.

## Halála
Tiszti- és vívókarrierje befejeztével kereskedőként tevékenykedett. A nyughatatlan, katonai szellemben nevelkedett Haeffner azonban sehogy sem tudott beilleszkedni a polgári élet kereteibe. Üzleti ügyeit elhanyagolta, és családjával is csak ritkán tartott kapcsolatot. Állapota 1910. áprilisára olyannyira leromlott, hogy magatartásával veszélyeztette környezetének és a vele érintkezőknek biztonságát. A család ekkor a hatóság segítségét kérte. Előbb gyámság alá került, majd a győri kórházban helyezték el, ahol az orvosok megállapították, hogy nagyfokú üldözési mániában szenved. Családja beleegyezésével a pozsonyi szanatóriumba szállították. 1914-ben Budapestre, Lipótmezőre helyezték át.
1919. január 8-án, tüdővészben hunyt el.